# KBS 스포츠 중계석
《KBS 스포츠 중계석》은 매주 일요일 밤 12시 15분에 KBS 1TV에서 방송하는 스포츠 프로그램이다.

## 기획 의도
스포츠 경기를 녹화 중계방송으로 하는 스포츠 프로그램이다.

## 방송 시간
현재 방송 시간은 2024년 11월 17일을 기준으로 한다.
| 방송 채널 | 방송 기간                           | 방송 시간                                     |
| --------- | ----------------------------------- | --------------------------------------------- |
| KBS 1TV   | 2012년 10월 23일 ~ 2012년 11월 13일 | 매주 화요일 새벽 3:20 ~ 4:50 (1시간 30분)     |
| KBS 1TV   | 2012년 11월 27일 ~ 2012년 12월 4일  | 매주 화요일 새벽 3:20 ~ 4:50 (1시간 30분)     |
| KBS 1TV   | 2012년 12월 18일 ~ 2013년 4월 2일   | 매주 화요일 새벽 3:20 ~ 4:50 (1시간 30분)     |
| KBS 1TV   | 2012년 11월 20일                    | 매주 화요일 새벽 3:20 ~ 4:45 (1시간 25분)     |
| KBS 1TV   | 2012년 12월 11일                    | 매주 화요일 새벽 3:30 ~ 4:50 (1시간 20분)     |
| KBS 1TV   | 2013년 4월 9일 ~ 2013년 4월 16일    | 매주 화요일 새벽 3:30 ~ 4:50 (1시간 20분)     |
| KBS 1TV   | 2013년 4월 23일 ~ 2013년 10월 15일  | 매주 화요일 새벽 3:25 ~ 4:50 (1시간 25분)     |
| KBS 1TV   | 2013년 10월 22일 ~ 2014년 1월 7일   | 매주 화요일 새벽 3:15 ~ 4:50 (1시간 35분)     |
| KBS 1TV   | 2015년 2월 14일                     | 매주 토요일 새벽 3:35 ~ 4:50 (1시간 15분)     |
| KBS 1TV   | 2015년 3월 21일                     | 매주 토요일 새벽 3:35 ~ 4:50 (1시간 15분)     |
| KBS 1TV   | 2015년 4월 11일 ~ 2015년 4월 18일   | 매주 토요일 새벽 3:35 ~ 4:50 (1시간 15분)     |
| KBS 1TV   | 2015년 2월 21일                     | 매주 토요일 새벽 3:30 ~ 4:50 (1시간 20분)     |
| KBS 1TV   | 2015년 5월 16일                     | 매주 토요일 새벽 3:30 ~ 4:50 (1시간 20분)     |
| KBS 1TV   | 2015년 5월 30일                     | 매주 토요일 새벽 3:30 ~ 4:50 (1시간 20분)     |
| KBS 1TV   | 2015년 9월 12일                     | 매주 토요일 새벽 3:30 ~ 4:50 (1시간 20분)     |
| KBS 1TV   | 2016년 3월 5일                      | 매주 토요일 새벽 3:30 ~ 4:50 (1시간 20분)     |
| KBS 1TV   | 2015년 3월 7일                      | 매주 토요일 새벽 3:10 ~ 4:50 (1시간 40분)     |
| KBS 1TV   | 2015년 8월 22일                     | 매주 토요일 새벽 3:10 ~ 4:50 (1시간 40분)     |
| KBS 1TV   | 2015년 9월 5일                      | 매주 토요일 새벽 3:10 ~ 4:50 (1시간 40분)     |
| KBS 1TV   | 2015년 9월 19일                     | 매주 토요일 새벽 3:10 ~ 4:50 (1시간 40분)     |
| KBS 1TV   | 2015년 3월 14일                     | 매주 토요일 새벽 3:15 ~ 4:50 (1시간 35분)     |
| KBS 1TV   | 2015년 3월 28일 ~ 2015년 4월 4일    | 매주 토요일 새벽 3:15 ~ 4:50 (1시간 35분)     |
| KBS 1TV   | 2015년 4월 25일 ~ 2015년 5월 9일    | 매주 토요일 새벽 3:15 ~ 4:50 (1시간 35분)     |
| KBS 1TV   | 2015년 6월 6일 ~ 2015년 6월 27일    | 매주 토요일 새벽 3:15 ~ 4:50 (1시간 35분)     |
| KBS 1TV   | 2015년 7월 25일 ~ 2015년 8월 8일    | 매주 토요일 새벽 3:15 ~ 4:50 (1시간 35분)     |
| KBS 1TV   | 2015년 8월 29일                     | 매주 토요일 새벽 3:15 ~ 4:50 (1시간 35분)     |
| KBS 1TV   | 2015년 10월 24일 ~ 2015년 11월 7일  | 매주 토요일 새벽 3:15 ~ 4:50 (1시간 35분)     |
| KBS 1TV   | 2016년 1월 9일 ~ 2016년 2월 27일    | 매주 토요일 새벽 3:15 ~ 4:50 (1시간 35분)     |
| KBS 1TV   | 2016년 3월 12일 ~ 2016년 3월 26일   | 매주 토요일 새벽 3:15 ~ 4:50 (1시간 35분)     |
| KBS 1TV   | 2015년 5월 23일                     | 매주 토요일 새벽 3:45 ~ 4:50 (1시간 5분)      |
| KBS 1TV   | 2015년 7월 18일                     | 매주 토요일 새벽 4:05 ~ 4:50 (45분)           |
| KBS 1TV   | 2015년 8월 15일                     | 매주 토요일 새벽 3:20 ~ 4:50 (1시간 30분)     |
| KBS 1TV   | 2015년 11월 14일 ~ 2015년 12월 19일 | 매주 토요일 새벽 3:20 ~ 4:50 (1시간 30분)     |
| KBS 1TV   | 2015년 10월 17일                    | 매주 토요일 새벽 3:25 ~ 4:50 (1시간 25분)     |
| KBS 1TV   | 2015년 12월 26일                    | 매주 토요일 새벽 3:10 ~ 4:45 (1시간 35분)     |
| KBS 1TV   | 2016년 4월 2일                      | 매주 토요일 새벽 2:25 ~ 4:00 (1시간 35분)     |
| KBS 1TV   | 2016년 4월 16일                     | 매주 토요일 새벽 2:25 ~ 4:00 (1시간 35분)     |
| KBS 1TV   | 2016년 4월 9일                      | 매주 토요일 새벽 1:55 ~ 3:30 (1시간 35분)     |
| KBS 1TV   | 2016년 4월 23일                     | 매주 토요일 새벽 2:20 ~ 3:55 (1시간 35분)     |
| KBS 1TV   | 2016년 4월 30일                     | 매주 토요일 새벽 2:10 ~ 3:45 (1시간 35분)     |
| KBS 1TV   | 2016년 5월 14일                     | 매주 토요일 새벽 2:10 ~ 3:45 (1시간 35분)     |
| KBS 1TV   | 2016년 5월 7일                      | 매주 토요일 새벽 2:35 ~ 4:10 (1시간 35분)     |
| KBS 1TV   | 2016년 5월 21일                     | 매주 토요일 새벽 1:50 ~ 3:20 (1시간 30분)     |
| KBS 1TV   | 2016년 5월 28일 ~ 2016년 6월 4일    | 매주 토요일 새벽 1:50 ~ 3:25 (1시간 35분)     |
| KBS 1TV   | 2016년 6월 11일                     | 매주 토요일 새벽 2:30 ~ 4:05 (1시간 35분)     |
| KBS 1TV   | 2016년 6월 18일                     | 매주 토요일 새벽 1:55 ~ 3:30 (1시간 35분)     |
| KBS 1TV   | 2016년 6월 25일                     | 매주 토요일 새벽 1:40 ~ 3:05 (1시간 25분)     |
| KBS 1TV   | 2016년 7월 2일                      | 매주 토요일 새벽 1:45 ~ 3:10 (1시간 25분)     |
| KBS 1TV   | 2016년 7월 9일                      | 매주 토요일 새벽 2:10 ~ 3:45 (1시간 35분)     |
| KBS 1TV   | 2016년 7월 16일                     | 매주 토요일 새벽 2:15 ~ 3:50 (1시간 35분)     |
| KBS 1TV   | 2016년 7월 23일                     | 매주 토요일 새벽 2:35 ~ 4:10 (1시간 35분)     |
| KBS 1TV   | 2016년 7월 30일                     | 매주 토요일 새벽 2:00 ~ 3:35 (1시간 35분)     |
| KBS 1TV   | 2017년 2월 18일                     | 매주 토요일 새벽 2:00 ~ 3:35 (1시간 35분)     |
| KBS 1TV   | 2016년 8월 27일                     | 매주 토요일 새벽 1:45 ~ 3:20 (1시간 35분)     |
| KBS 1TV   | 2016년 9월 3일                      | 매주 토요일 새벽 1:45 ~ 3:30 (1시간 45분)     |
| KBS 1TV   | 2016년 9월 24일                     | 매주 토요일 새벽 2:05 ~ 3:40 (1시간 35분)     |
| KBS 1TV   | 2016년 10월 1일                     | 매주 토요일 새벽 2:15 ~ 3:50 (1시간 35분)     |
| KBS 1TV   | 2016년 10월 15일                    | 매주 토요일 새벽 1:55 ~ 3:35 (1시간 40분)     |
| KBS 1TV   | 2016년 10월 22일                    | 매주 토요일 새벽 1:55 ~ 3:10 (1시간 15분)     |
| KBS 1TV   | 2016년 10월 29일                    | 매주 토요일 새벽 2:10 ~ 3:45 (1시간 35분)     |
| KBS 1TV   | 2017년 3월 25일                     | 매주 토요일 새벽 2:10 ~ 3:45 (1시간 35분)     |
| KBS 1TV   | 2016년 11월 5일                     | 매주 토요일 새벽 2:30 ~ 4:00 (1시간 30분)     |
| KBS 1TV   | 2016년 11월 12일                    | 매주 토요일 새벽 2:20 ~ 3:50 (1시간 30분)     |
| KBS 1TV   | 2016년 11월 19일                    | 매주 토요일 새벽 2:45 ~ 4:15 (1시간 30분)     |
| KBS 1TV   | 2016년 11월 26일                    | 매주 토요일 새벽 2:35 ~ 4:00 (1시간 25분)     |
| KBS 1TV   | 2016년 12월 3일                     | 매주 토요일 새벽 2:05 ~ 4:40 (1시간 35분)     |
| KBS 1TV   | 2016년 12월 10일 ~ 2016년 12월 17일 | 매주 토요일 새벽 2:15 ~ 3:50 (1시간 35분)     |
| KBS 1TV   | 2016년 12월 24일                    | 매주 토요일 새벽 2:15 ~ 3:45 (1시간 30분)     |
| KBS 1TV   | 2017년 1월 14일                     | 매주 토요일 새벽 1:20 ~ 3:05 (1시간 45분)     |
| KBS 1TV   | 2017년 1월 21일                     | 매주 토요일 새벽 1:30 ~ 3:05 (1시간 35분)     |
| KBS 1TV   | 2017년 2월 4일                      | 매주 토요일 새벽 1:50 ~ 3:25 (1시간 35분)     |
| KBS 1TV   | 2017년 2월 11일                     | 매주 토요일 새벽 1:35 ~ 3:10 (1시간 35분)     |
| KBS 1TV   | 2017년 3월 18일                     | 매주 토요일 새벽 1:35 ~ 3:10 (1시간 35분)     |
| KBS 1TV   | 2017년 8월 26일                     | 매주 토요일 새벽 1:35 ~ 3:10 (1시간 35분)     |
| KBS 1TV   | 2017년 3월 4일                      | 매주 토요일 새벽 1:40 ~ 3:10 (1시간 30분)     |
| KBS 1TV   | 2017년 3월 11일                     | 매주 토요일 새벽 1:15 ~ 2:50 (1시간 35분)     |
| KBS 1TV   | 2017년 4월 15일                     | 매주 토요일 새벽 1:15 ~ 2:50 (1시간 35분)     |
| KBS 1TV   | 2017년 4월 1일                      | 매주 토요일 새벽 1:25 ~ 3:00 (1시간 35분)     |
| KBS 1TV   | 2017년 4월 8일                      | 매주 토요일 새벽 1:30 ~ 3:05 (1시간 35분)     |
| KBS 1TV   | 2017년 4월 22일                     | 매주 토요일 새벽 2:15 ~ 3:50 (1시간 35분)     |
| KBS 1TV   | 2017년 4월 29일                     | 매주 토요일 새벽 1:25 ~ 3:00 (1시간 35분)     |
| KBS 1TV   | 2017년 5월 6일                      | 매주 토요일 새벽 1:55 ~ 3:30 (1시간 35분)     |
| KBS 1TV   | 2017년 5월 13일                     | 매주 토요일 새벽 1:45 ~ 3:15 (1시간 30분)     |
| KBS 1TV   | 2017년 6월 3일 ~ 2017년 6월 10일    | 매주 토요일 새벽 1:30 ~ 3:00 (1시간 30분)     |
| KBS 1TV   | 2017년 8월 19일                     | 매주 토요일 새벽 1:30 ~ 3:00 (1시간 30분)     |
| KBS 1TV   | 2018년 6월 9일 ~ 2018년 8월 11일    | 매주 토요일 새벽 1:30 ~ 3:00 (1시간 30분)     |
| KBS 1TV   | 2018년 10월 20일                    | 매주 토요일 새벽 1:30 ~ 3:00 (1시간 30분)     |
| KBS 1TV   | 2017년 6월 17일 ~ 2017년 6월 24일   | 매주 토요일 새벽 1:30 ~ 3:05 (1시간 35분)     |
| KBS 1TV   | 2018년 5월 19일                     | 매주 토요일 새벽 1:30 ~ 3:05 (1시간 35분)     |
| KBS 1TV   | 2017년 7월 1일 ~ 2017년 7월 8일     | 매주 토요일 새벽 1:30 ~ 3:10 (1시간 40분)     |
| KBS 1TV   | 2017년 7월 15일 ~ 2017년 7월 22일   | 매주 토요일 새벽 1:35 ~ 3:10 (1시간 35분)     |
| KBS 1TV   | 2017년 9월 2일                      | 매주 토요일 새벽 2:05 ~ 3:45 (1시간 40분)     |
| KBS 1TV   | 2018년 3월 31일                     | 매주 토요일 새벽 1:25 ~ 3:45 (1시간 35분)     |
| KBS 1TV   | 2018년 4월 7일                      | 매주 토요일 새벽 1:10 ~ 2:45 (1시간 35분)     |
| KBS 1TV   | 2018년 4월 14일                     | 매주 토요일 새벽 1:20 ~ 3:00 (1시간 40분)     |
| KBS 1TV   | 2018년 4월 21일                     | 매주 토요일 새벽 1:20 ~ 2:55 (1시간 35분)     |
| KBS 1TV   | 2018년 4월 28일                     | 매주 토요일 새벽 1:50 ~ 3:25 (1시간 35분)     |
| KBS 1TV   | 2018년 5월 12일                     | 매주 토요일 새벽 1:15 ~ 2:50 (1시간 35분)     |
| KBS 1TV   | 2018년 5월 26일                     | 매주 토요일 새벽 1:40 ~ 2:55 (1시간 15분)     |
| KBS 1TV   | 2018년 6월 2일                      | 매주 토요일 새벽 1:30 ~ 3:05 (1시간 25분)     |
| KBS 1TV   | 2018년 9월 8일                      | 매주 토요일 밤 12:55 ~ 2:30 (1시간 35분)      |
| KBS 1TV   | 2018년 9월 15일                     | 매주 토요일 새벽 1:00 ~ 2:40 (1시간 35분)     |
| KBS 1TV   | 2018년 9월 29일                     | 매주 토요일 새벽 1:05 ~ 2:35 (1시간 35분)     |
| KBS 1TV   | 2022년 4월 30일                     | 매주 토요일 새벽 1:05 ~ 2:35 (1시간 35분)     |
| KBS 1TV   | 2018년 10월 13일                    | 매주 토요일 새벽 1:10 ~ 2:40 (1시간 30분)     |
| KBS 1TV   | 2018년 11월 24일 ~ 2018년 12월 1일  | 매주 토요일 새벽 1:10 ~ 2:40 (1시간 30분)     |
| KBS 1TV   | 2018년 11월 3일                     | 매주 토요일 새벽 1:00 ~ 2:30 (1시간 30분)     |
| KBS 1TV   | 2019년 3월 23일 ~ 2019년 4월 6일    | 매주 토요일 새벽 1:00 ~ 2:30 (1시간 30분)     |
| KBS 1TV   | 2019년 4월 20일 ~ 2019년 4월 27일   | 매주 토요일 새벽 1:00 ~ 2:30 (1시간 30분)     |
| KBS 1TV   | 2019년 5월 18일                     | 매주 토요일 새벽 1:00 ~ 2:30 (1시간 30분)     |
| KBS 1TV   | 2019년 6월 22일                     | 매주 토요일 새벽 1:00 ~ 2:30 (1시간 30분)     |
| KBS 1TV   | 2019년 7월 6일                      | 매주 토요일 새벽 1:00 ~ 2:30 (1시간 30분)     |
| KBS 1TV   | 2019년 9월 21일 ~ 2019년 9월 28일   | 매주 토요일 새벽 1:00 ~ 2:30 (1시간 30분)     |
| KBS 1TV   | 2019년 10월 12일 ~ 2019년 10월 26일 | 매주 토요일 새벽 1:00 ~ 2:30 (1시간 30분)     |
| KBS 1TV   | 2019년 12월 14일                    | 매주 토요일 새벽 1:00 ~ 2:30 (1시간 30분)     |
| KBS 1TV   | 2020년 3월 21일                     | 매주 토요일 새벽 1:00 ~ 2:30 (1시간 30분)     |
| KBS 1TV   | 2020년 6월 13일                     | 매주 토요일 새벽 1:00 ~ 2:30 (1시간 30분)     |
| KBS 1TV   | 2020년 7월 4일 ~ 2020년 7월 11일    | 매주 토요일 새벽 1:00 ~ 2:30 (1시간 30분)     |
| KBS 1TV   | 2020년 11월 7일                     | 매주 토요일 새벽 1:00 ~ 2:30 (1시간 30분)     |
| KBS 1TV   | 2020년 11월 28일                    | 매주 토요일 새벽 1:00 ~ 2:30 (1시간 30분)     |
| KBS 1TV   | 2020년 12월 26일 ~ 2021년 1월 2일   | 매주 토요일 새벽 1:00 ~ 2:30 (1시간 30분)     |
| KBS 1TV   | 2021년 1월 16일 ~ 2021년 1월 23일   | 매주 토요일 새벽 1:00 ~ 2:30 (1시간 30분)     |
| KBS 1TV   | 2021년 2월 27일 ~ 2021년 4월 24일   | 매주 토요일 새벽 1:00 ~ 2:30 (1시간 30분)     |
| KBS 1TV   | 2021년 6월 12일 ~ 2021년 9월 18일   | 매주 토요일 새벽 1:00 ~ 2:30 (1시간 30분)     |
| KBS 1TV   | 2021년 10월 2일 ~ 2021년 11월 6일   | 매주 토요일 새벽 1:00 ~ 2:30 (1시간 30분)     |
| KBS 1TV   | 2021년 11월 20일 ~ 2021년 12월 4일  | 매주 토요일 새벽 1:00 ~ 2:30 (1시간 30분)     |
| KBS 1TV   | 2018년 11월 10일 ~ 2018년 11월 17일 | 매주 토요일 새벽 1:00 ~ 2:20 (1시간 20분)     |
| KBS 1TV   | 2021년 11월 13일                    | 매주 토요일 새벽 1:00 ~ 2:20 (1시간 20분)     |
| KBS 1TV   | 2018년 12월 8일                     | 매주 토요일 새벽 1:05 ~ 2:35 (1시간 40분)     |
| KBS 1TV   | 2019년 2월 23일                     | 매주 토요일 새벽 1:05 ~ 2:35 (1시간 40분)     |
| KBS 1TV   | 2019년 5월 4일 ~ 2019년 5월 11일    | 매주 토요일 새벽 1:05 ~ 2:35 (1시간 40분)     |
| KBS 1TV   | 2019년 5월 25일 ~ 2019년 6월 8일    | 매주 토요일 새벽 1:05 ~ 2:35 (1시간 40분)     |
| KBS 1TV   | 2019년 6월 29일                     | 매주 토요일 새벽 1:05 ~ 2:35 (1시간 40분)     |
| KBS 1TV   | 2019년 7월 13일                     | 매주 토요일 새벽 1:05 ~ 2:35 (1시간 40분)     |
| KBS 1TV   | 2019년 8월 10일 ~ 2019년 8월 24일   | 매주 토요일 새벽 1:05 ~ 2:35 (1시간 40분)     |
| KBS 1TV   | 2019년 11월 9일                     | 매주 토요일 새벽 1:05 ~ 2:35 (1시간 40분)     |
| KBS 1TV   | 2019년 11월 30일                    | 매주 토요일 새벽 1:05 ~ 2:35 (1시간 40분)     |
| KBS 1TV   | 2020년 5월 16일                     | 매주 토요일 새벽 1:05 ~ 2:35 (1시간 40분)     |
| KBS 1TV   | 2020년 6월 6일                      | 매주 토요일 새벽 1:05 ~ 2:35 (1시간 40분)     |
| KBS 1TV   | 2020년 6월 20일                     | 매주 토요일 새벽 1:05 ~ 2:35 (1시간 40분)     |
| KBS 1TV   | 2018년 12월 15일                    | 매주 토요일 새벽 1:05 ~ 2:25 (1시간 20분)     |
| KBS 1TV   | 2018년 12월 22일                    | 매주 토요일 새벽 1:40 ~ 3:10 (1시간 20분)     |
| KBS 1TV   | 2018년 12월 29일                    | 매주 토요일 새벽 1:05 ~ 2:35 (1시간 30분)     |
| KBS 1TV   | 2019년 1월 12일                     | 매주 토요일 새벽 1:35 ~ 2:55 (1시간 20분)     |
| KBS 1TV   | 2019년 1월 19일 ~ 2019년 1월 26일   | 매주 토요일 새벽 1:40 ~ 3:10 (1시간 30분)     |
| KBS 1TV   | 2019년 2월 9일                      | 매주 토요일 밤 12:45 ~ 새벽 2:15 (1시간 30분) |
| KBS 1TV   | 2019년 2월 16일                     | 매주 토요일 밤 12:55 ~ 새벽 2:20 (1시간 25분) |
| KBS 1TV   | 2019년 6월 15일                     | 매주 토요일 밤 12:50 ~ 새벽 2:20 (1시간 30분) |
| KBS 1TV   | 2019년 10월 5일                     | 매주 토요일 밤 12:50 ~ 새벽 2:20 (1시간 30분) |
| KBS 1TV   | 2019년 3월 2일                      | 매주 토요일 새벽 1:10 ~ 2:40 (1시간 30분)     |
| KBS 1TV   | 2020년 12월 5일                     | 매주 토요일 새벽 1:10 ~ 2:40 (1시간 30분)     |
| KBS 1TV   | 2019년 3월 9일                      | 매주 토요일 새벽 1:45 ~ 3:10 (1시간 25분)     |
| KBS 1TV   | 2019년 3월 16일                     | 매주 토요일 밤 12:55 ~ 새벽 2:25 (1시간 30분) |
| KBS 1TV   | 2019년 4월 13일                     | 매주 토요일 밤 12:55 ~ 새벽 2:25 (1시간 30분) |
| KBS 1TV   | 2019년 8월 31일                     | 매주 토요일 밤 12:55 ~ 새벽 2:25 (1시간 30분) |
| KBS 1TV   | 2019년 11월 2일                     | 매주 토요일 밤 12:55 ~ 새벽 2:25 (1시간 30분) |
| KBS 1TV   | 2019년 11월 16일 ~ 2019년 11월 23일 | 매주 토요일 밤 12:55 ~ 새벽 2:25 (1시간 30분) |
| KBS 1TV   | 2019년 12월 7일                     | 매주 토요일 밤 12:55 ~ 새벽 2:25 (1시간 30분) |
| KBS 1TV   | 2019년 12월 21일 ~ 2020년 1월 11일  | 매주 토요일 밤 12:55 ~ 새벽 2:25 (1시간 30분) |
| KBS 1TV   | 2020년 2월 15일                     | 매주 토요일 밤 12:55 ~ 새벽 2:25 (1시간 30분) |
| KBS 1TV   | 2020년 5월 23일 ~ 2020년 5월 30일   | 매주 토요일 밤 12:55 ~ 새벽 2:25 (1시간 30분) |
| KBS 1TV   | 2020년 6월 27일                     | 매주 토요일 밤 12:55 ~ 새벽 2:25 (1시간 30분) |
| KBS 1TV   | 2020년 9월 5일                      | 매주 토요일 밤 12:55 ~ 새벽 2:25 (1시간 30분) |
| KBS 1TV   | 2020년 11월 14일                    | 매주 토요일 밤 12:55 ~ 새벽 2:25 (1시간 30분) |
| KBS 1TV   | 2021년 1월 30일 ~ 2021년 2월 6일    | 매주 토요일 밤 12:55 ~ 새벽 2:25 (1시간 30분) |
| KBS 1TV   | 2022년 3월 12일                     | 매주 토요일 밤 12:55 ~ 새벽 2:25 (1시간 30분) |
| KBS 1TV   | 2019년 7월 20일                     | 매주 토요일 새벽 1:25 ~ 2:55 (1시간 30분)     |
| KBS 1TV   | 2019년 7월 27일                     | 매주 토요일 새벽 2:10 ~ 3:35 (1시간 25분)     |
| KBS 1TV   | 2019년 8월 3일                      | 매주 토요일 새벽 1:10 ~ 2:40 (1시간 25분)     |
| KBS 1TV   | 2020년 3월 7일                      | 매주 토요일 새벽 1:10 ~ 2:40 (1시간 25분)     |
| KBS 1TV   | 2019년 9월 7일                      | 매주 토요일 새벽 1:20 ~ 2:50 (1시간 30분)     |
| KBS 1TV   | 2020년 2월 22일                     | 매주 토요일 새벽 1:20 ~ 2:50 (1시간 30분)     |
| KBS 1TV   | 2019년 9월 14일                     | 매주 토요일 새벽 1:45 ~ 3:15 (1시간 30분)     |
| KBS 1TV   | 2020년 1월 18일                     | 매주 토요일 밤 11:40 ~ 12:50 (1시간 10분)     |
| KBS 1TV   | 2020년 2월 8일                      | 매주 토요일 밤 11:40 ~ 12:50 (1시간 10분)     |
| KBS 1TV   | 2020년 8월 22일 ~ 2020년 8월 29일   | 매주 토요일 밤 11:40 ~ 12:50 (1시간 10분)     |
| KBS 1TV   | 2020년 2월 29일                     | 매주 토요일 밤 12:05 ~ 새벽 1:15 (1시간 10분) |
| KBS 1TV   | 2020년 2월 1일                      | 매주 토요일 새벽 1:15 ~ 2:35 (1시간 20분)     |
| KBS 1TV   | 2021년 12월 25일                    | 매주 토요일 새벽 1:15 ~ 2:35 (1시간 20분)     |
| KBS 1TV   | 2020년 3월 14일                     | 매주 토요일 밤 12:00 ~ 새벽 1:10 (1시간 10분) |
| KBS 1TV   | 2020년 3월 28일                     | 매주 토요일 밤 11:50 ~ 새벽 1:00 (1시간 10분) |
| KBS 1TV   | 2020년 4월 4일                      | 매주 토요일 밤 12:50 ~ 2:20 (1시간 30분)      |
| KBS 1TV   | 2020년 7월 18일                     | 매주 토요일 밤 12:50 ~ 2:20 (1시간 30분)      |
| KBS 1TV   | 2020년 10월 10일 ~ 2020년 10월 17일 | 매주 토요일 밤 12:50 ~ 2:20 (1시간 30분)      |
| KBS 1TV   | 2021년 5월 15일 ~ 2021년 5월 22일   | 매주 토요일 밤 12:50 ~ 2:20 (1시간 30분)      |
| KBS 1TV   | 2020년 4월 11일                     | 매주 토요일 밤 12:00 ~ 새벽 1:05 (1시간 30분) |
| KBS 1TV   | 2020년 5월 9일                      | 매주 토요일 밤 12:55 ~ 2:35 (1시간 40분)      |
| KBS 1TV   | 2020년 8월 15일                     | 매주 토요일 새벽 1:00 ~ 2:25 (1시간 25분)     |
| KBS 1TV   | 2020년 10월 24일                    | 매주 토요일 새벽 1:00 ~ 2:25 (1시간 25분)     |
| KBS 1TV   | 2021년 1월 9일                      | 매주 토요일 새벽 1:00 ~ 2:25 (1시간 25분)     |
| KBS 1TV   | 2020년 11월 14일 ~ 2020년 11월 21일 | 매주 토요일 밤 12:55 ~ 새벽 2:30 (1시간 35분) |
| KBS 1TV   | 2021년 2월 20일                     | 매주 토요일 새벽 2:20 ~ 2:40 (20분)           |
| KBS 1TV   | 2021년 5월 29일                     | 매주 토요일 새벽 1:20 ~ 2:40 (1시간 20분)     |
| KBS 1TV   | 2021년 5월 1일                      | 매주 토요일 밤 12:40 ~ 새벽 2:10 (1시간 30분) |
| KBS 1TV   | 2021년 9월 25일                     | 매주 토요일 밤 12:40 ~ 새벽 2:10 (1시간 30분) |
| KBS 1TV   | 2021년 5월 8일                      | 매주 토요일 밤 12:45 ~ 새벽 2:15 (1시간 30분) |
| KBS 1TV   | 2021년 6월 5일                      | 매주 토요일 새벽 1:05 ~ 2:35 (1시간 30분)     |
| KBS 1TV   | 2021년 12월 11일                    | 매주 토요일 새벽 1:35 ~ 3:05 (1시간 30분)     |
| KBS 1TV   | 2021년 12월 18일                    | 매주 토요일 새벽 1:25 ~ 2:55 (1시간 30분)     |
| KBS 1TV   | 2022년 1월 8일                      | 매주 토요일 새벽 1:25 ~ 2:55 (1시간 30분)     |
| KBS 1TV   | 2022년 1월 1일                      | 매주 토요일 새벽 1:30 ~ 3:00 (1시간 30분)     |
| KBS 1TV   | 2022년 2월 26일                     | 매주 토요일 새벽 1:10 ~ 3:20 (1시간 20분)     |
| KBS 1TV   | 2022년 3월 5일                      | 매주 토요일 새벽 1:25 ~ 2:45 (1시간 20분)     |
| KBS 1TV   | 2022년 5월 7일 ~ 2024년 6월 22일    | 매주 토요일 밤 1:15 ~ 새벽 2:45 (1시간 30분)  |
| KBS 1TV   | 2024년 11월 17일 ~ 현재             | 매주 일요일 밤 12:15 ~ 새벽 2:00 (1시간 45분) |

## 같이 보기
- 스포츠 하이라이트